# Microprovincia
Microprovincia è una rivista di letteratura fondata da Franco Esposito nel 1979. La rivista, tra le più longeve nel panorama italiano, ha attualmente cadenza annuale con numeri monografici dedicati a personalità della cultura italiana ed europea. Dopo essere stata stampata dalle Edizioni Rosminiane Sodalitas ora è pubblicata da Interlinea edizioni.

## Argomenti e collaboratori
La rivista si è occupata negli ultimi numeri di Mario Soldati, Sebastiano Vassalli, Gianfranco Contini, Enrico Emanuelli, per una particolare attenzione ai legami con scrittori del Piemonte Orientale, tra Novara e laghi Maggiore e Orta.
Tra i collaboratori della rivista vanno annoverati Carlo Bo, Giorgio Barberi Squarotti, Luciano Erba, Corrado Stajano, Ugo La Malfa, Carlo Carena, Dante Maffia, Umberto Muratore, Angelo Gaccione, Gino Vermicelli, Roberto Cicala, Giuseppe Lupo.